# Bataille de la Katzbach
Sixième Coalition
Batailles
Campagne de Russie (1812)
- Liste des batailles
- Mir
- Moguilev
- Ostrovno
- Vitebsk
- Kliastitsy
- Smolensk
- 1re Polotsk
- Valoutina Gora
- Moskova
- Moscou
- Winkowo
- 2e Polotsk
- Maloïaroslavets
- Gorodnia
- Czaśniki
- Viazma
- Smoliani
- Krasnoï
- Bérézina

Campagne d'Allemagne (1813)
- Dantzig
- Lunebourg
- Möckern
- Lützen
- Bautzen
- Reichenbach
- Haynau
- Luckau
- Hoyerswerda
- Lauenbourg
- Goldberg
- Gross Beeren
- Katzbach
- Dresde
- Kulm
- Dennewitz
- Peterswalde
- Liebertwolkwitz
- Leipzig
- Hanau
- Sehested
- Torgau
- Hambourg

Campagne de France (1814)
- Sainte-Croix-en-Plaine
- Besançon
- Mayence
- Metz
- Saint-Avold
- 1re Saint-Dizier
- Brienne
- La Rothière
- Campagne des Six-Jours (Champaubert
- Montmirail
- Château-Thierry
- Vauchamps)
- Mormant
- Montereau
- Bar-sur-Aube
- Saint-Julien
- Laubressel
- Berry-au-Bac
- Craonne
- Coutures
- Laon
- Soissons
- Mâcon
- Reims
- Saint-Georges-de-Reneins
- Limonest
- Arcis-sur-Aube
- Fère-Champenoise
- 2e Saint-Dizier
- Meaux
- Claye
- Villeparisis
- Paris

- Feistritz
- Caldiero (en)
- Trieste
- Mincio

- Hoogstraten (de)
- Anvers
- Berg-op-Zoom
- Courtrai

La bataille de la Katzbach a eu lieu le 26 août 1813, pendant la guerre de la Sixième Coalition dans la zone située entre le fleuve Kaczawa (en allemand Katzbach) au nord et au nord-ouest, le plateau Janowicki à l'est, et Warmątowice et Bielowice (pl) au sud, à environ 10 km en ligne droite depuis les remparts de Legnica et à 9,5 km de Jawor. La bataille a été le résultat d'une rencontre fortuite entre les armées de l'Empire sous le commandement du Maréchal de France Macdonald et l'armée de Silésie, sous le commandement du maréchal comte Graf Gebhard Leberecht von Blücher.

## Contexte
Début août 1813, le maréchal prussien Blücher, qui commande l’armée russo-prussienne de Silésie, est las de l’inaction militaire liée aux tractations diplomatiques et soucieux de l’approvisionnement de son armée. Dès l’expiration de l’armistice, il envahit la partie de la Silésie se situant en zone neutre, dans le but de se saisir du fourrage et des grains. Prenant les forces françaises par surprise, il les refoule de l’autre côté de la rivière Bober. Le 21 août, les coalisés russo-prussiens sont informés que Napoléon, avec sa Garde et ses réserves, marche à la rescousse. Conformément au plan établi par les coalisés, l’armée de Silésie bat en retraite afin d’éviter un combat inégal. Mais le 23 août, l’armée autrichienne commandée par Schwarzenberg, partie de Bohême, envahit la Saxe, menaçant Dresde constituée par Napoléon en base d’approvisionnement. Aussitôt, Napoléon fait demi-tour, laissant le maréchal Macdonald se charger de Blücher, avec la mission de traverser la rivière Katzbach pour repousser les coalisés au-delà de Jauer. Dans le même temps, Blücher, informé de la volte-face de Napoléon, ordonne à ses troupes de reprendre l’offensive en franchissant la Katzbach. Dans une confusion totale, sous une pluie torrentielle limitant la visibilité et empêchant l’usage des fusils, les deux armées, d’effectifs sensiblement égaux, se heurtent de face le 26 août.

## La bataille
Le général Marbot décrit dans ses mémoires cette bataille, à laquelle il a participé en tant que colonel du 23e régiment de chasseurs à cheval, et met en relief les erreurs de Macdonald dans le déploiement des troupes, face à une armée dont la cavalerie est notoirement plus nombreuse.
Bien que ses ordres étaient de défendre le flanc du principal corps de Napoléon, Macdonald passa à l'offensive dans la matinée du 26 août 1813, lançant ses troupes en trois colonnes.
La rencontre entre les deux armées survint sous une pluie battante. Gonflée par les flots, la Katzbach, emportant la plupart des ponts édifiés par Macdonald et ce avant leur franchissement par une partie des forces françaises.
La gauche et le centre de Macdonald furent repoussés par les Russes et les Prussiens et obligés de battre en retraite vers la rivière en crue.
La forte pluie empêcha l'infanterie de se servir de ses armes correctement. Cet événement ne fit qu'avantager Blücher qui disposait de la supériorité absolue dans les domaines de l'artillerie et de la cavalerie.
Sur la droite française, le général Lauriston parvint à contenir les assauts ennemis et même à gagner du terrain. Toutefois, le succès français fut de courte durée et Lauriston se pressa de battre en retraite lorsque apparurent de nouveaux contingents ennemis.
Les soldats de Macdonald tentèrent de traverser la Neisse où nombre d'entre eux se noyèrent. Les survivants furent contraints d'abandonner leurs canons.

## Conséquences
Les pertes françaises s'élevèrent à 20 000 morts, blessés ou capturés, dont le général Louis Suden qui fut mortellement blessé et succomba à ses blessures le 27 août suivant. Blücher lui ne perdit que 4 000 hommes. Au-delà des pertes humaines, les positions stratégiques françaises se voyaient affaiblies. Ceci, ajouté à la défaite de Kulm, quatre jours plus tard, et celle de la Dennewitz le 6 septembre, amoindrit l'impact de la victoire remportée par Napoléon à la bataille de Dresde le lendemain.